# Mammotrectus

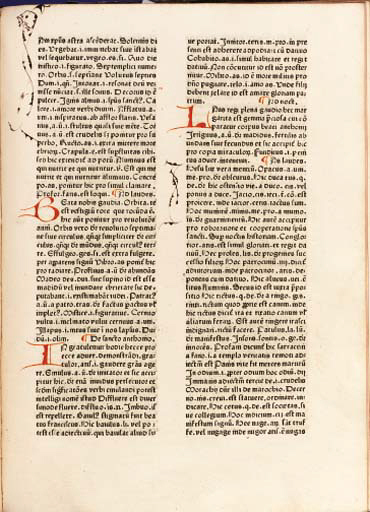
Seite einer Straßburger Ausgabe (1474)

Der Mammotrectus super Bibliam ist ein Handbuch zum Verständnis und zur Auslegung der Bibel. Es gehört zu den wichtigsten franziskanischen Lehrtexten und wurde vermutlich Ende des 13. Jahrhunderts durch Johannes Marchesinus in Reggio Emilia verfasst. Über Marchesinus ist sehr wenig bekannt. Er unterrichtete in einer Konvents-Schule in Imola Novizen und junge Klosterbrüder.
Der Mammotrectus („ernährt durch eine Amme“) enthält rund 1300 Artikel und ist in drei Teile gegliedert:
- Erklärung wenig verständlicher biblischer Begriffe und Bibelpassagen
- Exkurse über lateinische Akzente, Hinweise zur Auslegung und zur Übersetzung der Bibel
- Liturgie, Hymnen, Heiligen-Legenden und Predigten.

Die erste gedruckte Ausgabe erschien 1470 beim Buchdrucker Peter Schöffer in Mainz, und der Mammotrectus ist auch das erste (datierte) gedruckte Buch der Schweiz (November 1470 durch Helias Helye).
Der Mammotrectus wurde durch verschiedene Gelehrte – vor allem Protestanten – kritisiert, unter anderem von Desiderius Erasmus (in Synodus grammaticorum, 1515), François Rabelais (im Romanzyklus Gargantua und Pantagruel) und Martin Luther (1524). Nach Frans van Liere wurde das Buch letztmals im Jahr 1742 gedruckt. Samuel Berger listet in La Bible au XVIe siècle (1879) fünfzehn Manuskripte des Werkes auf, die alle in europäischen Bibliotheken vorhanden waren; seither kamen aber noch mehr Exemplare zu Tage.
Van Liere schreibt, dass eine kritische Neuauflage des Buches notwendig sei.